# Bendegúz
A Bendegúz magyar eredetű férfinév. Bendegúz a mondák szerint Attila hun király apja volt.

## Gyakorisága
Az 1990-es években szórványosan fordult elő, a 2000-es években az 54-66.  leggyakoribb férfinév.

## Névnapok
- március 11.
- május 7.[2]
- október 10.[2]

## Híres Bendegúzok
- Bendegúz – Attila hun király apja
- Bendegúz – Vörösmarty Mihály Tündérvölgy című verses meséjének szereplője
- Regős Bendegúz – Rideg Sándor Indul a bakterház című regényének, illetve a regényből készült film főszereplője
- Gutmann Bendegúz – Gárdonyi Géza A lámpás című kisregényének szereplője